# Jack Huston
Jack Alexander Huston (Londra, 7 dicembre 1982) è un attore britannico.
Huston è noto per il ruolo di Richard Harrow nella serie Boardwalk Empire.

## Biografia
Huston nasce a Londra, figlio di Lady Margot Lavinia Cholmondeley e Walter Anthony (Tony) Huston. La madre di suo nonno per parte materna, Sybil Sassoon, Marchesa di Cholmondeley, era di origine ebraica (dall'Iraq, India e Germania); per suo tramite Jack discende da David Sassoon, tesoriere di Baghdad, e da Amschel Mayer Rothschild, fondatore tedesco della dinastia di banchieri Rothschild. Huston decide di diventare un attore all'età di sei anni, dopo aver interpretato il ruolo di Peter Pan in una produzione scolastica. In seguito frequenta il famoso istituto drammatico Hurtwood House.
Huston inizia la sua carriera cinematografica con un piccolo adattamento per la televisione di Spartacus, dove interpreta Flavius. Ottiene poi ruoli più importanti in film come Factory Girl, interpretando il poeta statunitense Gerard Malanga, il film horror Shrooms, Outlander e Shrink.
Nel 2010 interpreta un piccolo ruolo in The Twilight Saga: Eclipse. Appare nella serie della HBO Boardwalk Empire - L'impero del crimine nel ruolo di Richard Harrow, un tiratore scelto rimasto gravemente sfigurato durante la prima guerra mondiale, che si trasforma in gangster. Dopo essere comparso in cinque episodi della prima stagione, viene confermato nel cast della serie.
Nel 2011 viene diretto da Al Pacino nel film Wilde Salomé e ottiene un ruolo da protagonista in Not Fade Away e Treno di notte per Lisbona. Nel 2013 Huston recita nel film di David O. Russell American Hustle - L'apparenza inganna.
Nello stesso anno è il poeta beat Jack Kerouac in Giovani ribelli - Kill Your Darlings di John Krokidas. Nel 2016 interpreta Giuda Ben-Hur nel film Ben-Hur. Nel 2020 partecipa al film Antebellum.

## Vita privata

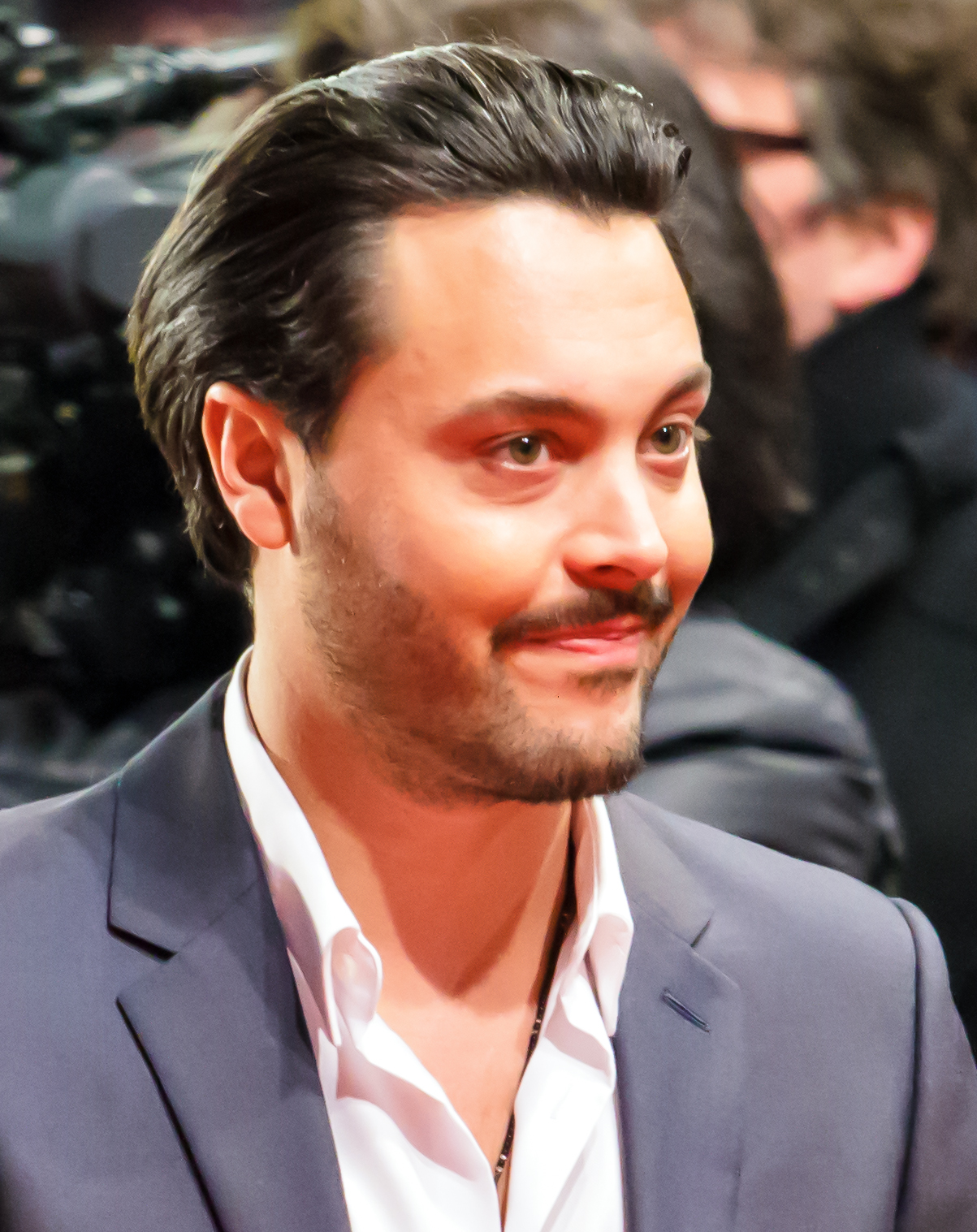
Jack Huston alla Berlinale 2013.

Sua madre è inglese e suo padre è statunitense. I suoi nonni paterni erano il regista John Huston e la modella Enrica Soma. I nonni materni di Huston erano Hugh Cholmondeley, VI marchese di Cholmondeley e Lavinia Margaret (Leslie).
Huston è il nipote degli attori Anjelica Huston e Danny Huston, nonché di David Cholmondeley, VII marchese di Cholmondeley. Dal lato di suo padre, è un bisnipote dell'attore Walter Huston. Attraverso sua madre, Huston è discendente di Robert Walpole, il primo Primo Ministro della Gran Bretagna, David Sassoon, il Tesoriere di Baghdad, e Mayer Amschel Rothschild, che fondò la dinastia bancaria internazionale famiglia Rothschild.
Huston cominciò a frequentare la modella americana Shannan Click nel 2011. Huston e Click hanno una figlia, Sage Lavinia Huston, nata il 6 aprile 2013 a New York.

## Filmografia

### Attore

#### Cinema
- Neighborhood Watch, regia di Graeme Whifler (2005)
- Shrooms - Trip senza ritorno (Shrooms), regia di Paddy Breathnach (2006)
- Factory Girl, regia di George Hickenlooper (2006)
- The Garden of Eden, regia di John Irvin (2008)
- Outlander - L'ultimo vichingo (Outlander), regia di Howard McCain (2009)
- Shrink, regia di Jonas Pate (2009)
- Tradire è un'arte - Boogie Woogie (Boogie Woogie), regia di Duncan Ward (2009)
- The Twilight Saga: Eclipse, regia di David Slade (2010)
- Mr. Nice, regia di Bernard Rose (2010)
- Wilde Salomé, regia di Al Pacino (2011)
- The Hot Potato, regia di Tim Lewiston (2011)
- Two Jacks, regia di Bernard Rose (2012)
- Not Fade Away, regia di David Chase (2012)
- Giovani ribelli - Kill Your Darlings (Kill Your Darlings), regia di John Krokidas (2013)
- Treno di notte per Lisbona (Night Train to Lisbon), regia di Bille August (2013)
- American Hustle - L'apparenza inganna (American Hustle), regia di David O. Russell (2013)
- Posthumous, regia di Lulu Wang (2014)
- La risposta è nelle stelle (The Longest Ride), regia di George Tillman Jr. (2015)
- Ave, Cesare! (Hail, Caesar!), regia di Joel ed Ethan Coen (2016)
- PPZ - Pride + Prejudice + Zombies (Pride and Prejudice and Zombies), regia di Burr Steers (2016)
- Ben-Hur, regia di Timur Bekmambetov (2016)
- L'ora più bella (Their Finest), regia di Lone Scherfig (2016)
- Il destino di un soldato (The Yellow Birds), regia di Alexandre Moors (2017)
- Viaggio con papà - Istruzioni per l'uso (An Actor Prepares), regia di Steve Clark (2018)
- The Irishman, regia di Martin Scorsese (2019)
- Dove la terra trema (Earthquake Bird), regia di Wash Westmoreland (2019)
- Above Suspicion, regia di Phillip Noyce (2019)
- Antebellum, regia di Gerard Bush e Christopher Renz (2020)
- House of Gucci, regia di Ridley Scott (2021)
- Wash Me in the River (Savage Salvation), regia di Randall Emmett (2022)

#### Televisione
- Spartaco - Il gladiatore (Spartacus) – film TV, regia di Robert Dornhelm (2004)
- Io, Jane Austen (Miss Austen Regrets) – film TV, regia di Jeremy Lovering (2008)
- Eastwick – serie TV, 8 episodi (2009-2010)
- Parade's End – miniserie TV, 3 puntate (2012)
- Boardwalk Empire - L'impero del crimine (Boardwalk Empire) – serie TV, 41 episodi (2010-2014)
- The Great Fire – miniserie TV, 4 puntate (2014)
- Fargo – serie TV, 8 episodi (2020)
- Mayfair Witches – serie TV, 8 episodi (2022)
- Expats  - Miniserie TV, 6 episodi (2024)

### Regista
- Il giorno dell'incontro (Day of the Fight; 2023)

### Sceneggiatore
- Il giorno dell'incontro (Day of the Fight), regia di Jack Huston (2023)

### Produttore
- Il giorno dell'incontro (Day of the Fight), regia di Jack Huston (2023)

## Doppiatori italiani
- Andrea Mete in Factory Girl, Giovani ribelli - Kill Your Darlings, American Hustle - L'apparenza inganna, The Romanoffs, Wash Me in the River
- Raffaele Carpentieri in Ben-Hur, Viaggio con papà - Istruzioni per l'uso, Fargo, Expats
- David Chevalier in Boardwalk Empire - L'impero del crimine, Treno di notte per Lisbona, House of Gucci
- Gianluca Cortesi in Ave, Cesare!, Il destino di un soldato, Above Suspicion
- Francesco Bulckaen in Outlander - L'ultimo vichingo
- Gabriele Lopez in Mr. Nice
- Emiliano Coltorti in Eastwick
- Lorenzo Scattorin in Shrooms - Trip senza ritorno
- Riccardo Rossi in La risposta è nelle stelle
- Francesco Pezzulli in PPZ - Pride + Prejudice + Zombies
- Nanni Baldini in L'ora più bella
- Emanuele Ruzza in The Irishman
- Alessandro Quarta in The Twilight Saga: Eclipse